# 南緯50度線
南緯50度線（なんい50どせん）は、地球の赤道面より南に地理緯度にして50度の角度を成す緯線。南緯50度線はその大部分が公海上を走っており、大西洋、インド洋、太平洋、チリ、アルゼンチンを通過する。
この緯度の下では、夏至点時は16時間22分で、冬至点時の可照時間は8時間4分である。また、太陽の南中高度は夏至点時で63.83度で、冬至点時は16.17度である。

## 通過する地域一覧
南緯50度線は、本初子午線から東に向かって以下の場所を通っている。
| 地理座標                                              | 国土・領土・領海 | 備考                                                                |
| ----------------------------------------------------- | ---------------- | ------------------------------------------------------------------- |
| 南緯50度0分 東経0度0分 / 南緯50.000度 東経0.000度     | 大西洋           |                                                                     |
| 南緯50度0分 東経20度0分 / 南緯50.000度 東経20.000度   | インド洋         | ケルゲレン諸島（ フランス領南方・南極地域）のちょうど南を通過する。 |
| 南緯50度0分 東経147度0分 / 南緯50.000度 東経147.000度 | 太平洋           | アンティポデス諸島（ ニュージーランド）のちょうど南を通過する。     |
| 南緯50度0分 西経74度53分 / 南緯50.000度 西経74.883度  | チリ             | パタゴニア群島及びチリ本土を通過する。                              |
| 南緯50度0分 西経73度26分 / 南緯50.000度 西経73.433度  | アルゼンチン     |                                                                     |
| 南緯50度0分 西経67度54分 / 南緯50.000度 西経67.900度  | 大西洋           |                                                                     |